# 이온화 원뿔
이온화 원뿔들은 나선 은하에서 팽창한 물질들의 원뿔이다. 그들은 은하 그 자체 내에 핵 활성에 의해 생성된 광자의 재방출 때문에 볼 수 있다고 믿어진다.
아직까지 그러한 원뿔의 역학에 관해서 과학적인 의견 일치는 없다.

## 같이 보기
- 활동은하핵
- 세이퍼트 은하